# Dossenheim
Pour l’article homonyme, voir Dossenheim-sur-Zinsel.
Dossenheim est une commune du land allemand de Bade-Wurtemberg située trois kilomètres au nord de Heidelberg le long de la Bergstraße. Elle est jumelée avec Le Grau-du-Roi, ville du sud de la France.
Les attractions locales sont des carrières désaffectées, un musée de la carrière, une piscine couverte et un petit centre commercial dans la zone Am Petrus.

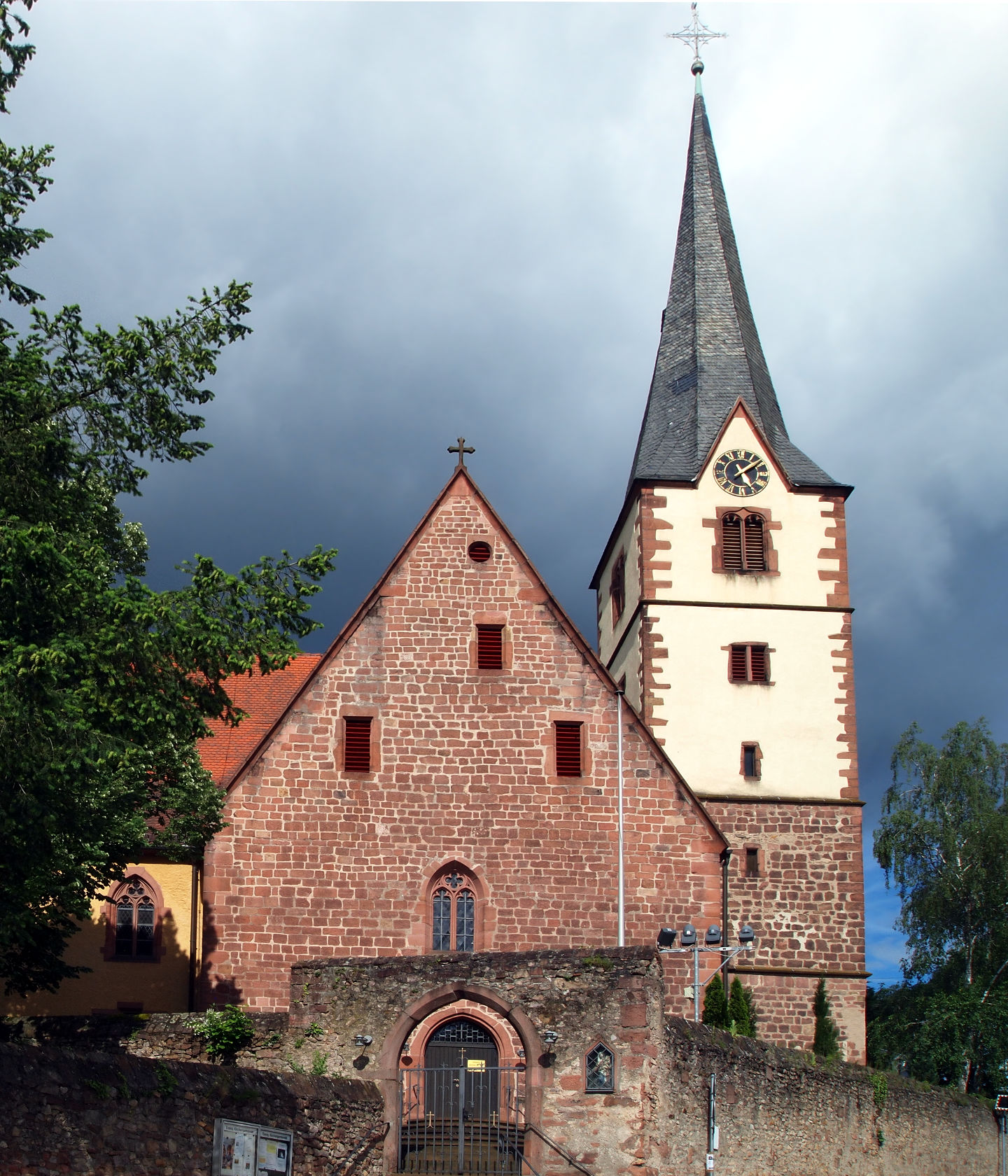
Église du XVe siècle

## Histoire
La ville fut contrôlée de 1319 à 1714 par l'électorat de Mayence.

## Personnalités liées à la ville
- Augustin Olbert, missionnaire allemand né à Dossenheim en 16 novembre 1895, († 18 novembre 1964 à Heidelberg)
- Karl-Heinz Körbel, footballeur allemand ayant joué le plus de matches en championnat d'Allemagne de football né à Dossenheim en 1er décembre 1954

## Jumelages
- Grau-du-Roi (France)